# Isole della Nuova Zelanda

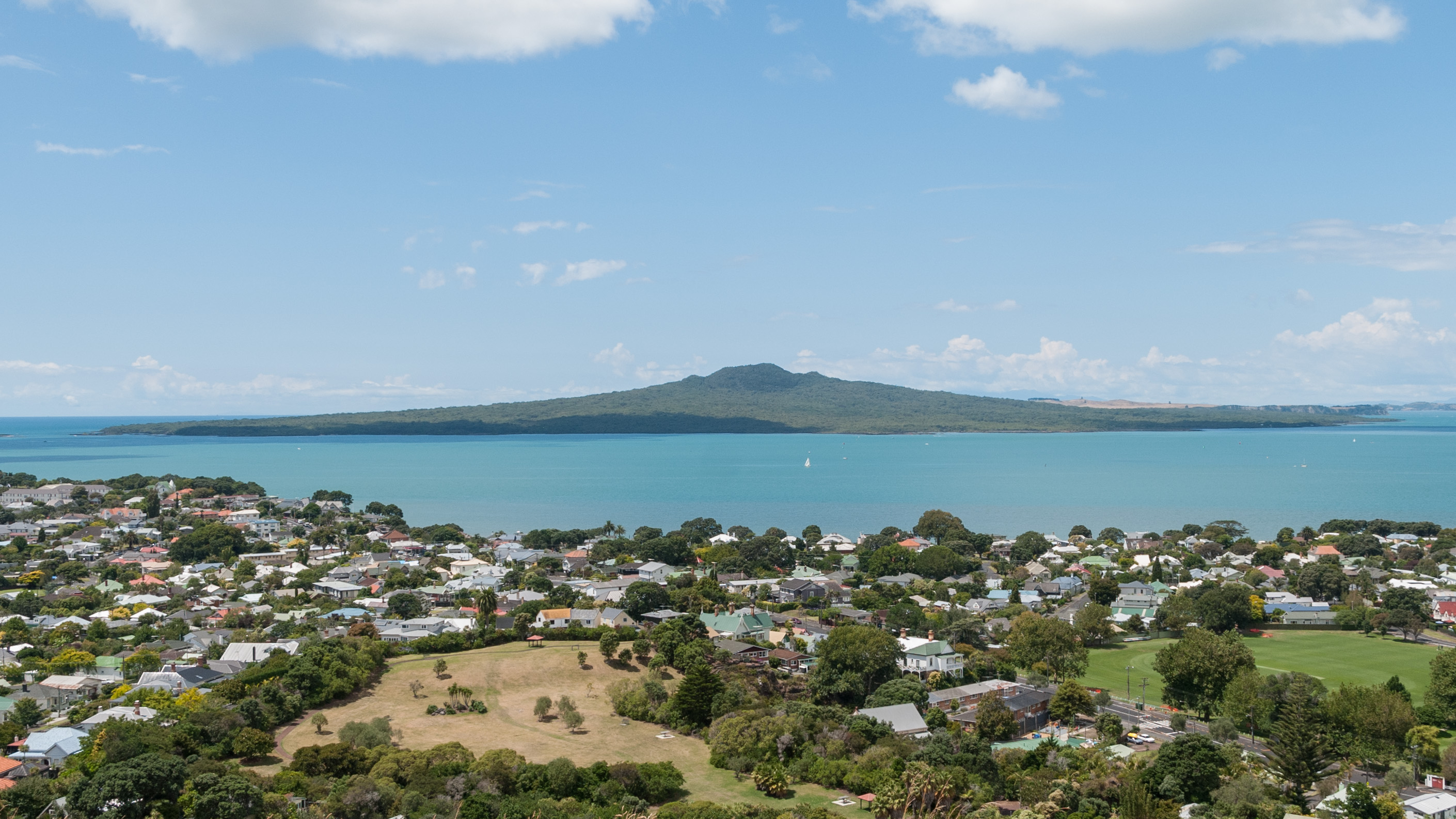
L'isola di Rangitoto è un'isola vulcanica nel Golfo di Hauraki vicino a Auckland.

Le innumerevoli isole della Nuova Zelanda possono suddividersi geograficamente tra quelle che appartengono all'arcipelago principale, del quale l'Isola del Nord e l'Isola del Sud sono di gran lunga le isole maggiori, e quelle che spaziano nell'Oceano Pacifico o che si spingono nelle zone sub-antartiche.
Ci sono poi isole sotto la giurisdizione neozelandese ma che hanno una loro autonomia e quindi delle isole delle quali la Nuova Zelanda rivendica l'appartenenza.

## Isole dell'arcipelago principale
- Brown
- Isola d'Urville
- Isola della Grande Barriera
- Great Mercury
- Hen
- Kapiti
- Isola della Piccola Barriera
- Long Island a nord dell'Isola del Sud
- Long Island a nord dell'Isola del Sud nella Baia di Elaine
- Long Island a sud dell'Isola di Stewart
- Isola del Nord (North Island, in lingua māori Te Wai Pounamu)
- isole Poor Knights
- Rangitoto
- Ruapuke
- Isola del Sud (South Island, in lingua māori Te Ika-a-Māui)
- Stewart (in lingua māori Rakiura)
- Tiri Tiri Matangi
- Ward

### Isole delle acque interne
- Isola di Arapawa

## Possedimenti esterni all'arcipelago principale
- Isole Chatham
  - Pitt
- Solander
- Three Kings

Nel Mar di Tasman:
- Curtis
- Long Island a sud-ovest dell'Isola del sud (vi sono due isole con questo nome nella stessa zona)
- Macauley
- Raoul

In territorio sub-antartico:
- Isole Antipodi
- Isole Auckland
- Isole Bounty
- Isole Campbell
- Isole Snares

## Territori autonomi
- Isole Cook
- Niue
- Tokelau

## Territori rivendicati
Nel continente antartico:
- Isola di Ross
- Isole Balleny
- Isola Roosevelt
- Isola Scott